# Spirotaenia endospira
Spirotaenia endospira là một loài Song tinh tảo trong họ Mesotaeniaceae, thuộc chi Spirotaenia.